# Pilosocereus royenii
Espèce
Synonymes
- Cactus royenii L.

Statut de conservation UICN

 LC  : Préoccupation mineure
Statut CITES
Pilosocereus royenii est une espèce de plantes à fleurs de la famille des Cactaceae. C'est un cactus originaire des Petites Antilles.

## Synonymes
- Cactus royeni L., 1753 (basionyme)
- Cephalocereus barbadensis Britton & Rose, 1920
- Cephalocereus nobilis (Haw.) Britton & Rose, 1909
- Cephalocereus royeni (L.) Britton & Rose, 1909
- Cephalocereus urbanianus (Schum.) Britton & Rose, 1909
- Cereus barbadensis (Britton & Rose) A. Berger, 1929
- Cereus curtisii hort. Berol. ex Pfeiffer, 1837
- Cereus nobilis Haw., 1812
- Cereus royeni (L.) Mill., 1768
- Pilocereus barbadensis (Britton & Rose) A. Berger, 1929
- Pilocereus curtisii (Pfeiffer) Salm-Dyck, 1845
- Pilocereus nobilis (Haw.) Schum., 1897
- Pilocereus royeni (L.) Rümpler, 1885
- Pilocereus urbanianus Schum., 1897
- Pilosocereus barbadensis
- Pilosocereus nobilis (Haw.) Byles & G. Rowley, 1957
- Pilosocereus urbanianus (Schum.) Byles & G. Rowley, 1957

## Répartition
Cette espèce est présente en Guadeloupe et à la Martinique.